# Іспанія на Європейських іграх 2015
Іспанія на перших Європейських іграх у Баку була представлена 207 атлетами у 22 видах спорту.

## Медалісти
| Медаль | Спортсмен                | Вид спорту           | Дисципліна                           | Дата      |
| ------ | ------------------------ | -------------------- | ------------------------------------ | --------- |
| Золото | Даміан Кінтеро           | Карате               | Чоловіки, ката                       | 14 червня |
| Золото | Сандра Санчес            | Карате               | Жінки, ката                          | 14 червня |
| Золото | Фатіма Гальвес           | Стрільба             | Жінки, трап                          | 16 червня |
| Золото | Райдерлей Сапата         | Спортивна гімнастика | Чоловіки, вільні вправи              | 20 червня |
| Золото | Вісенте Лі               | Аеробіка             | Змішані пари                         | 21 червня |
| Золото | Сара Морено              | Аеробіка             | Змішані пари                         | 21 червня |
| Золото | Луїс Леон Санчес         | Велоспорт            | Чоловіки, шосейна гонка              | 21 червня |
| Золото | Мігель Альваріньо        | Стрільба з лука      | Чоловіки, індивідуальна першість     | 22 червня |
| Золото | Пабло Абіан              | Бадмінтон            | Чоловіки, одиночний розряд           | 28 червня |
| Срібло | Хуліа Ечеберріа          | Синхронне плавання   | Групи                                | 15 червня |
| Срібло | Берта Феррерас           | Синхронне плавання   | Групи                                | 15 червня |
| Срібло | Елена Хаума              | Синхронне плавання   | Групи                                | 15 червня |
| Срібло | Кармен Хуарес            | Синхронне плавання   | Групи                                | 15 червня |
| Срібло | Емілія Любославова       | Синхронне плавання   | Групи                                | 15 червня |
| Срібло | Ракель Наварро           | Синхронне плавання   | Групи                                | 15 червня |
| Срібло | Ітсіар Санчес            | Синхронне плавання   | Групи                                | 15 червня |
| Срібло | Ірен Толедадо            | Синхронне плавання   | Групи                                | 15 червня |
| Срібло | Сара Сальданя            | Синхронне плавання   | Групи                                | 15 червня |
| Срібло | Лідія Вігара             | Синхронне плавання   | Групи                                | 15 червня |
| Срібло | Хуліа Ечеберріа          | Синхронне плавання   | Комбінація                           | 15 червня |
| Срібло | Берта Феррерас           | Синхронне плавання   | Комбінація                           | 15 червня |
| Срібло | Елена Хаума              | Синхронне плавання   | Комбінація                           | 15 червня |
| Срібло | Кармен Хуарес            | Синхронне плавання   | Комбінація                           | 15 червня |
| Срібло | Емілія Любославова       | Синхронне плавання   | Комбінація                           | 15 червня |
| Срібло | Ракель Наварро           | Синхронне плавання   | Комбінація                           | 15 червня |
| Срібло | Ітсіар Санчес            | Синхронне плавання   | Комбінація                           | 15 червня |
| Срібло | Ірен Толедадо            | Синхронне плавання   | Комбінація                           | 15 червня |
| Срібло | Сара Сальданя            | Синхронне плавання   | Комбінація                           | 15 червня |
| Срібло | Лідія Вігара             | Синхронне плавання   | Комбінація                           | 15 червня |
| Срібло | Берта Феррерас           | Синхронне плавання   | Соло                                 | 16 червня |
| Срібло | Хесус Тортоса            | Карате               | Чоловіки, до 58 кг                   | 16 червня |
| Срібло | Соня Франкет             | Стрільба             | Жінки, пневматичний пістолет 10 м    | 17 червня |
| Срібло | Мігель Альваріньо        | Стрільба з лука      | Чоловіки, командне змагання          | 18 червня |
| Срібло | Антоніо Фернандес        | Стрільба з лука      | Чоловіки, командне змагання          | 18 червня |
| Срібло | Хкан Ігнасіо Родрігес    | Стрільба з лука      | Чоловіки, командне змагання          | 18 червня |
| Срібло | Алехандра Азнар          | Водне поло           | Жінки                                | 21 червня |
| Срібло | Кармен Барінго           | Водне поло           | Жінки                                | 21 червня |
| Срібло | Альба Бонасума           | Водне поло           | Жінки                                | 21 червня |
| Срібло | Паула Креспі             | Водне поло           | Жінки                                | 21 червня |
| Срібло | Елена Далмасес           | Водне поло           | Жінки                                | 21 червня |
| Срібло | Сандра Домене            | Водне поло           | Жінки                                | 21 червня |
| Срібло | Лаура Гомес              | Водне поло           | Жінки                                | 21 червня |
| Срібло | Бланка Госет             | Водне поло           | Жінки                                | 21 червня |
| Срібло | Мірея Гіраль             | Водне поло           | Жінки                                | 21 червня |
| Срібло | Паула Лейтон             | Водне поло           | Жінки                                | 21 червня |
| Срібло | Елія Монтойя             | Водне поло           | Жінки                                | 21 червня |
| Срібло | Анна Рольдан             | Водне поло           | Жінки                                | 21 червня |
| Срібло | Паула Рутгерс            | Водне поло           | Жінки                                | 21 червня |
| Срібло | Оріоль Альбасете         | Водне поло           | Чоловіки                             | 21 червня |
| Срібло | Хорді Чіко               | Водне поло           | Чоловіки                             | 21 червня |
| Срібло | Алекс де ла Фуенте       | Водне поло           | Чоловіки                             | 21 червня |
| Срібло | Хосу Фернандес           | Водне поло           | Чоловіки                             | 21 червня |
| Срібло | Альваро Гарсіа           | Водне поло           | Чоловіки                             | 21 червня |
| Срібло | Пабло Гомес де ла Пуенте | Водне поло           | Чоловіки                             | 21 червня |
| Срібло | Альваро Гранадос         | Водне поло           | Чоловіки                             | 21 червня |
| Срібло | Гільєрмо Паломар         | Водне поло           | Чоловіки                             | 21 червня |
| Срібло | Ніколас Пауль            | Водне поло           | Чоловіки                             | 21 червня |
| Срібло | Хосеп Пуїг               | Водне поло           | Чоловіки                             | 21 червня |
| Срібло | Оріоль родрігес          | Водне поло           | Чоловіки                             | 21 червня |
| Срібло | Марк Сальвадор           | Водне поло           | Чоловіки                             | 21 червня |
| Срібло | Франциско Валера         | Водне поло           | Чоловіки                             | 21 червня |
| Срібло | Маркос Родрігес          | Плавання             | Чоловіки, 800 м вільним стилем       | 26 червня |
| Срібло | Серхіо де ла Фуенте      | Баскетбол 3×3        | Чоловіки                             | 26 червня |
| Срібло | Алекс Льорка             | Баскетбол 3×3        | Чоловіки                             | 26 червня |
| Срібло | Начо Мартін              | Баскетбол 3×3        | Чоловіки                             | 26 червня |
| Срібло | Хуан Васко               | Баскетбол 3×3        | Чоловіки                             | 26 червня |
| Срібло | Альберто Лозано          | Плавання             | Чоловіки, 100 м баттерфляєм          | 27 червня |
| Бронза | Майдер Унда              | Вільна боротьба      | Жінки, до 75 кг                      | 16 червня |
| Бронза | Ева Кальво               | Тхеквондо            | Жінки, до 57 кг                      | 17 червня |
| Бронза | Хоель Гонсалес           | Тхеквондо            | Чоловіки, до 68 кг                   | 17 червня |
| Бронза | Луїс Леон Санчес         | Велоспорт            | Чоловіки, гонка з роздільним стартом | 18 червня |
| Бронза | Даніель Рос              | Тхеквондо            | Чоловіки, понад 80 кг                | 19 червня |
| Бронза | Педро Кабаньяс           | Аеробіка             | Змішані групи                        | 21 червня |
| Бронза | Белен Гіллемот           | Аеробіка             | Змішані групи                        | 21 червня |
| Бронза | Вісенте Лі               | Аеробіка             | Змішані групи                        | 21 червня |
| Бронза | Аранзазу Мартінес        | Аеробіка             | Змішані групи                        | 21 червня |
| Бронза | Сара Морено              | Аеробіка             | Змішані групи                        | 21 червня |
| Бронза | Алісія Марін             | Стрільба з лука      | Жінки, індивідуальна першість        | 21 червня |
| Бронза | Марина Кастро            | Плавання             | Жінки, 800 м вільним стилем          | 23 червня |
| Бронза | Марина Кастро            | Плавання             | Жінки, 1500 м вільним стилем         | 25 червня |
| Бронза | Вега Хімено              | Баскетбол 3×3        | Жінки                                | 26 червня |
| Бронза | Арантса Ново             | Баскетбол 3×3        | Жінки                                | 26 червня |
| Бронза | Естер Монтенегро         | Баскетбол 3×3        | Жінки                                | 26 червня |
| Бронза | Інмакулада Саногера      | Баскетбол 3×3        | Жінки                                | 26 червня |
| Бронза | Клара Асурменді          | Бадмінтон            | Жінки, одиночний розряд              | 27 червня |